# Eldrine
Eldrine is een Georgische rockband.

## Eurovisiesongfestival
Op 19 februari 2011 werd de band gekozen om Georgië te vertegenwoordigen op het Eurovisiesongfestival 2011 in Düsseldorf, Duitsland. Eldrine won de nationale finale met het nummer One more day. In maart 2011, dus nog voor het Eurovisiesongfestival, werd zangeres Tako Vadatsjkoria vervangen door Sopo Torosjelidze.
In Düsseldorf eindigde Eldrine in de finale met 110 punten op de negende plaats. Toch kreeg het een Eurovisieprijs: De Barbara Dex Award, de prijs voor slechtst geklede artiest op het Eurovisiesongfestival van dat jaar.